# 黑點櫛鱗鰨
黑點櫛鱗鰨為輻鰭魚綱鰈形目鰨亞目鰨科的其中一種，為熱帶海水魚，分布於聖誕島及社會群島海域，棲息深度1-73公尺，體長可達6公分，棲息在沙底質潟湖及臨海礁石區，生活習性不明。